# Joint Systems Manufacturing Center

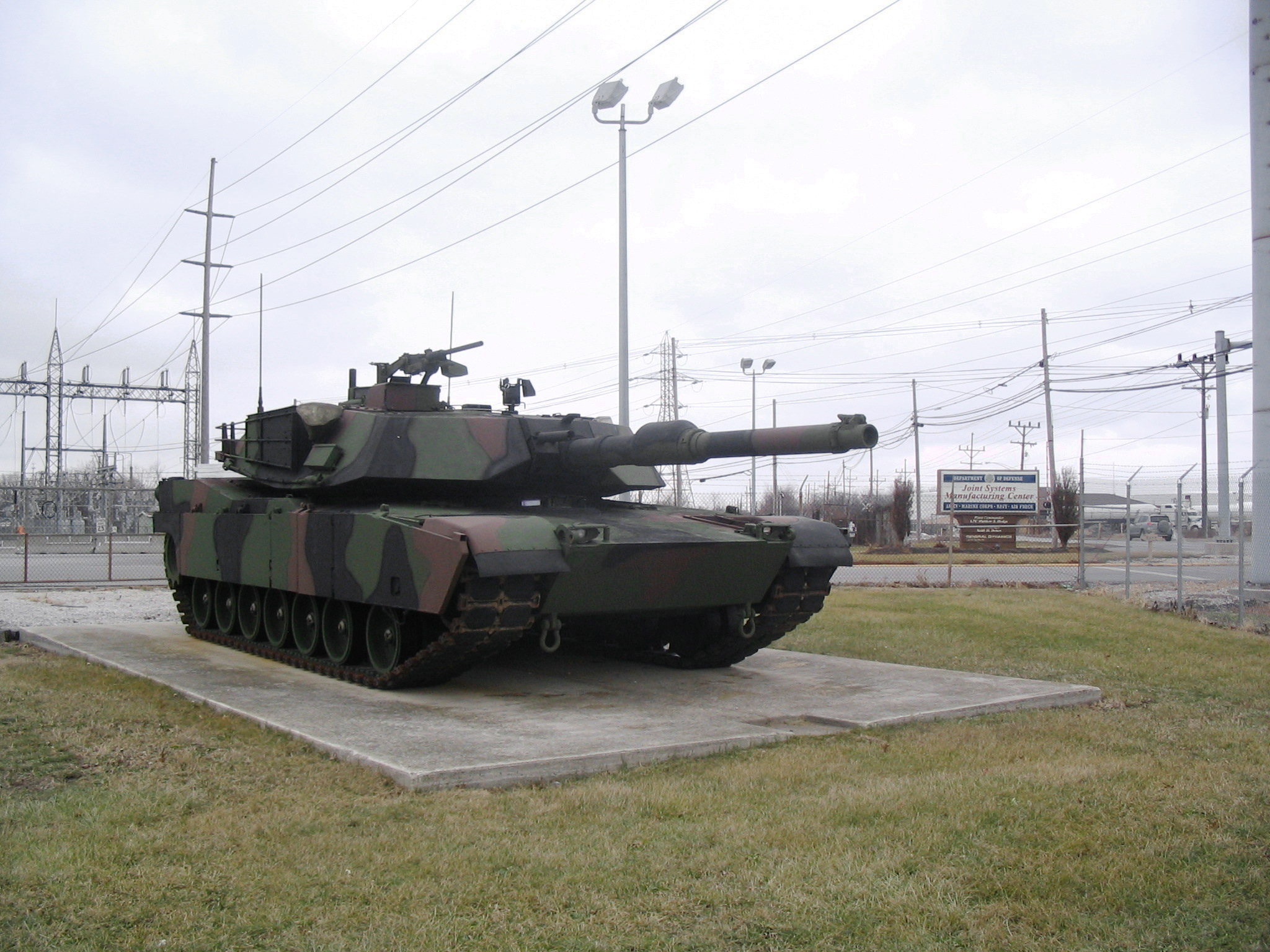
M1 Abrams am Eingang des JSMC

Das Joint Systems Manufacturing Center (JSMC) ist eine im Staatsbesitz der Vereinigten Staaten befindliche, von privaten Vertragsnehmern geführte Rüstungsfabrik in Lima (Ohio).

## Geschichte
Im Mai 1942 wurde die Ohio Steel Foundry beauftragt eine neue Produktionsstätte zu errichten. Der Standort in Lima wurde gewählt, weil er in der Nähe eines Stahlwerks lag und zudem durch Eisenbahnschienen und Highways verkehrsgünstig angebunden war. Dort sollten Geschützrohre mittels Schleuderguss hergestellt werden. Aber vor der Fertigstellung der Fabrik stellte sich heraus, dass diese Produktionsmethode veraltet geworden war und somit wurde das Projekt gestoppt.
Das Ordnance Corps entschied dann, dass in dieser Einrichtung militärische Fahrzeuge umgebaut und ausgerüstet werden sollten. Im November 1942 übernahm United Motors Service, ein Tochterunternehmen von General Motors, die Einrichtung als Vertragsnehmer. Während des Zweiten Weltkrieges hatte das Lima Tank Depot bis zu 5.000 Mitarbeiter, welche insgesamt über 100.000 Fahrzeuge auf den Einsatz vorbereiteten. Hier wurden Panzer und andere militärische Fahrzeuge überprüft, nachdem sie von den Herstellern angeliefert wurden. Weiter wurden die Bewaffnung kalibriert, zusätzliche Ausrüstung wie Funkgeräte eingebaut, Hoheits- und militärische Abzeichen aufgemalt und die Fahrzeuge für den Überseetransport vorbereitet.

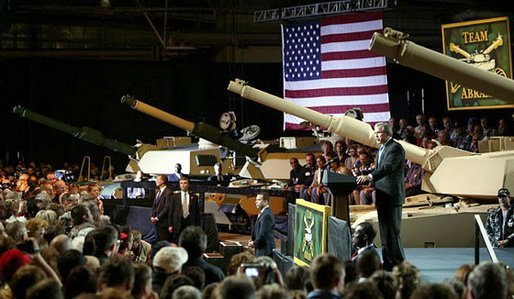
Besuch von George W. Bush, 2003

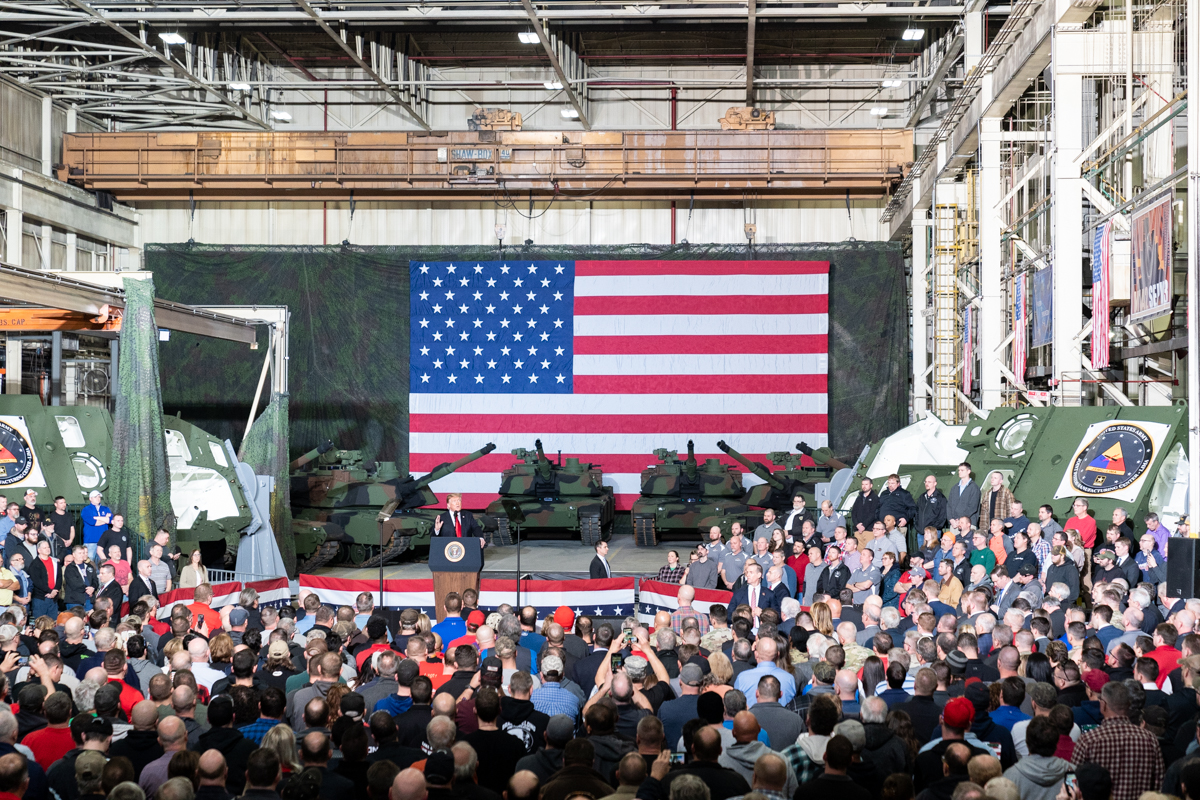
Besuch von Donald Trump, 2019

Nach dem Ende des Zweiten Weltkriegs wurde die Einrichtung in den Jahren 1945–1950 genutzt um die nun überschüssigen Waffensysteme einzumotten und in Lima Ordnance Depot umbenannt. Die Langzeiteinlagerung erfolgte in 210 zylindrischen Containern, welche ursprünglich als Treibstofftanks gedacht waren. In späten 1950er und frühen 1960er Jahren gab die US Army diese Form der Einlagerung auf.
Mit dem Ausbruch des Koreakriegs übernahm die Einrichtung wieder die Vorbereitung von militärischen Fahrzeugen für ihren Einsatz in Übersee. Nach dem Ende des Koreakrieges verlor die Einrichtung ihre Bedeutung; ein Teil des Geländes wurde abgegeben. Die später als Lima Army Modification Center benannte Einrichtung bereitete beispielsweise 12.400 M880 Dodge Power Wagon für den militärischen Einsatz vor.
Die Einrichtung erlebte einen Aufschwung als die US Army im August 1976 entschied, dass dies eine der Produktionsstätten für den neuen Kampfpanzer M1 Abrams sein würde. Chrysler, als neuer Vertragsnehmer, begann mit der Produktion im Mai 1979. Die Einrichtung wurde umfassend renoviert und in Lima Army Tank Plant umbenannt. Im März 1982 übernahm General Dynamics die Rüstungssparte von Chrysler, somit auch die Produktion des M1 Abrams in Lima.
In der Hochphase im Jahre 1986 hatte Lima Army Tank Plant bis zu 3800 Mitarbeiter und produzierte 120 M1 Abrams im Monat. Danach sank die Produktion stetig und somit auch die Zahl der Beschäftigten auf 450 im Jahre 1996. Die Fabrik bekam dann nur noch kleinere Produktionsaufträge des US-Streitkräfte wie Kampfwertsteigerung des M1 Abrams oder den Brückenlegepanzer M104 Wolverine. Für die Auslastung der Fabrik wurden dann die wenigen Exportaufträge wichtig. Große Hoffnungen setzte die Belegschaft auf den Bau des Expeditionary Fighting Vehicle (EFV). Da dieses Fahrzeug vom United States Marine Corps und nicht der Army gewünscht wurde, benannte man die Einrichtung im Jahre 2004 in Joint Systems Manufacturing Center (JSMC) um. Ein weiterer Hoffnungsträger war das Future Combat Systems (FCS) Programm der US Army. Sowohl EFV wie auch FCS wurden jedoch gestoppt. Das JSMC konnte nur kleinere Aufträge gewinnen unter anderem Wannen für den israelischen Namer, V-förmiger Unterboden für den Stryker Armored Vehicle, sowie Panzerung für das Mk 46 Gun Weapon Systems Schiffsgeschütz.
Die United States Army plante im Jahre 2012 unter Generalstabschef des Heeres Raymond T. Odierno die Produktionslinie des M1 Abrams im JSMC für einige Jahre zu schließen und 2017 für neue Kampfwertsteigerungsprogramme wieder zu eröffnen. Odierno argumentierte, dass für asymmetrische Kriegführung wie in Afghanistan oder Irak Kampfpanzer eine untergeordnete Rolle spielen und das Geld woanders besser investiert wäre. Die Sorge war jedoch, wenn die Produktion eingestellt wird, dass dann Lieferketten abgebaut werden und Fachleute abwandern. Im Jahre 2013 bewilligte der Kongress der Vereinigten Staaten zusätzliche Gelder für den M1 Abrams und sicherte so die Produktion im JMSC. Das Kabinett Trump I erhöhte die Finanzierung für M1 Abrams und Stryker erheblich, so dass die Belegschaft von etwa 400 im Jahre 2019 erhöht werden konnte. Im Jahre 2021 hatte das JSMC über 900 Mitarbeiter und produzierte 30 M1 Abrams monatlich.